# نقد النقد
نقد النقد هو بحث معرفي موضوعه النقد الأدبي، ويتقاطع في مباحثه مع جملة من السياقات المتصلة بالبحث في ميدان الإبداع بصورة عامة، مثل النظرية والتنظير النقدي. ونقد النقد يدور حول مراجعة «القول النقدي» ذاته، وفحصه، بمعنى مراجعة مصطلحات النقد وبنيته المنطقية، ومبادئه الأساسية وفرضياته التفسيرية، وأدواته الإجرائية.

## مفهوم نقد النقد
إنَّ الانطلاق لتحديد مفهوم «نقد النقد» سيواجهُ طرقاً شتى للإحاطةِ بهِ، وبالرغمِ من تعدد الدراسات التي كتبت حوله، إلا أنك لا تكاد تعثر على إطار مستقر يحيط بهذا المفهوم إحاطة كاملة، حتى في محاولة تحديد النشأة الحقيقية له، من الباحثين مَن سيحيلك إلى القرن الرابع قبل الميلاد حيث كتابات أفلاطون وأرسطو، قائلا: إن «نقد النقد» يرجع إلى بواكير التشكل الأولى للنقد نفسه.
أما حقيقة الأمر في القول في نشأة «نقد النقد» يمكن أن تكون أقل تشدداً في الإحالة إلى زمنٍ أو أدبٍ معين، فالعلوم تتخذ تطورها من خلال التراكم المعرفي بغضِ النظر عن المنظومة المنشئة لها، وبرغم هذا لا يمكننا التأصيل لنشأة هذا المفهوم إلا من حيث بدءِ الوعي له نقدياً.
وللحديث عن المفهوم ولنكون أكثر إحاطة به من حيث هو أداة عمل نقدية، سننطلق من عبارة أدونيس «إن أدب الكاتب، يوجب أدب القارئ». ويقول البعض إنّ الموقف النقدي طرد للموقف الجمالي، من حيث عدم سهولة وجودهما معاَ كطريقة للنظر إلى موضوع واحد، هذا بالنسبة للنقد، فكيف إذا كان الحديث عن «نقد النقد»، هذا ما يدفعنا إلى التساؤل حول نوعية القراءة التي يمارسها المشتغل بهذا المفهوم.
وقد يكون من الصواب القول إن ممارسة هذه القراءة بحاجة إلى شجاعة كبيرة من قبل ممارسيه، لا من حيث صعوبتها معرفيا فقط ولكن من حيث أنها تضعك على خط قرائي معين لا ينفع معه أن تكون حياديا أو متطرفا بإصدار الأحكام في ذات الوقت، حيث يمكن اعتبار هذه القراءة هيئة عُليا ذات فهم متجاوب، تجعل من ممارسيها «قراءً متفوقين».